# گورگسدورف
گورگسدورف (به آلمانی: Georgsdorf) یک شهر در آلمان است که در گرافشافت بنتهایم واقع شده‌است. گورگسدورف ۱٬۳۴۶ نفر جمعیت دارد.